# بيلي كوك (فارس)
بيلي كوك (بالإنجليزية: Billy Cook)‏ هو فارس أسترالي، ولد في 12 يناير 1910، وتوفي في 29 يناير 1985.